# Scopula cacuminata
Scopula cacuminata là một loài bướm đêm trong họ Geometridae.